# کیم جونگ‌سوک

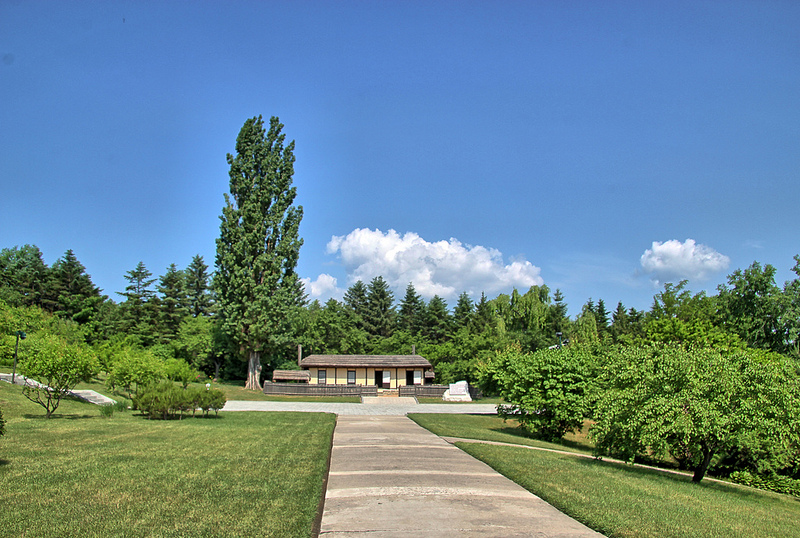
زادگاه کیم جونگ‌سوک در هوریونگ

کیم جونگ‌سوک (زاده ۲۴ دسامبر ۱۹۱۷ ـ درگذشته ۲۲ سپتامبر ۱۹۴۹) یک پارتیزان اهل کره وابسته به جنبش «چریک‌های کره ای ضد ژاپن»، فعال کمونیست، همسر اول بنیانگذار کره شمالی، کیم ایل سونگ، مادر رهبر سابق این کشور، کیم جونگ‌ایل و مادربزرگ رهبر فعلی کره شمالی، کیم جونگ‌اون بود.

## زندگی‌نامه
کیم جونگ‌سوک در ۲۴ دسامبر سال ۱۹۱۷ در شهرستان هوریونگ، واقع در استان هامگیونگ شمالی، واقع در کره شمالی و در زمان استعمار ژاپن بر کره به دنیا آمد. برخی نوشته‌اند که وی بزرگ‌ترین دختر از دو دختر یک کشاورز فقیر کره ای بود. با این حال، خبرگزاری مرکزی کره (KCNA)، بیان می‌کند که او یک برادر کوچکتر به نام کیم کی سونگ (김기송) داشت که در ۹ فوریه ۱۹۲۱ به دنیا آمد.

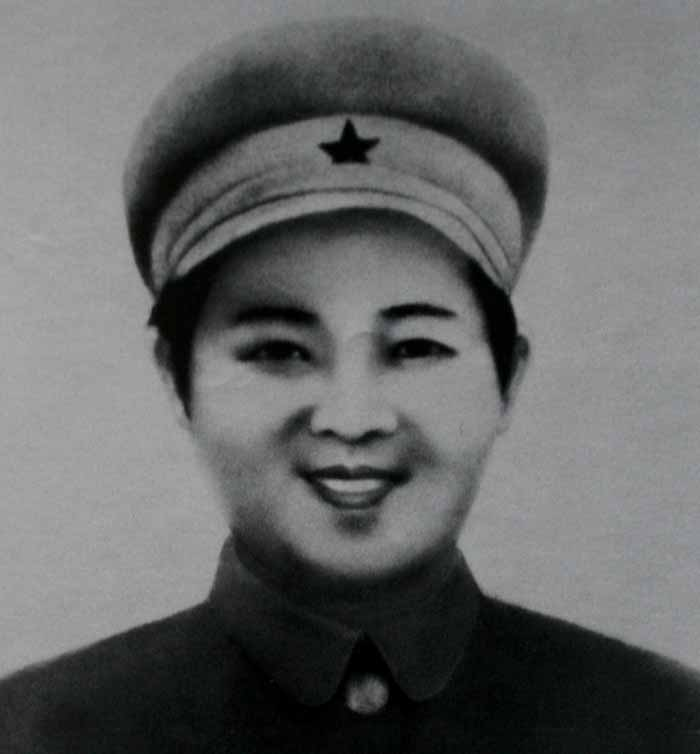
کیم جونگ‌سوک در جوانی

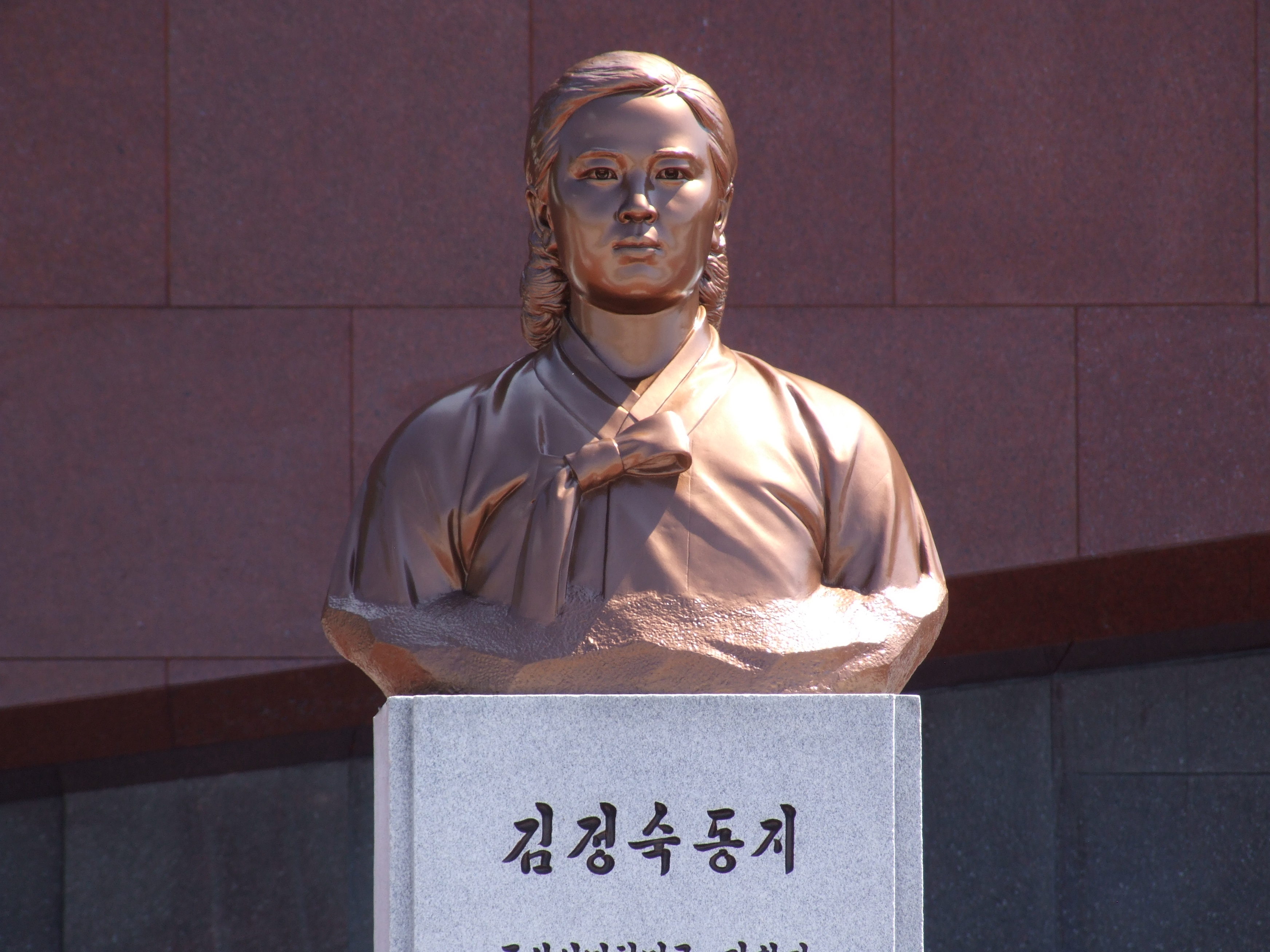
قبر کیم جونگ‌سوک در قبرستان شهدای انقلاب

در تفسیر یک نسخه از زندگینامه رسمی کیم ایل سونگ، با قرن، آمده‌است که او در ۲۲ سپتامبر ۱۹۴۹ بر اثر حاملگی خارج از رحم درگذشت. به گفته هارولد، او به دلیل «مصائبی که در طول سال‌ها به عنوان یک مبارز چریکی متحمل شده بود، درگذشت.